# Hans Kaspar von Krockow
Hans Kaspar von Krockow (* 23. August 1700 in Peest; † 25. Februar 1759 in Schweidnitz) war ein preußischer Generalmajor, Chef des gleichnamigen Kürassierregiments, Amtshauptmann von Giebichenstein und Moritzburg sowie Erbherr auf Peest A, Palow, Franken, Thien und Nitzlin.

## Leben

### Herkunft
Seine Eltern waren der dänische Hauptmann Kaspar von Krockow (* 1670; † 11. Januar 1731), Erbherr auf Peest A, und dessen Ehefrau Sylvia Juliane, geborene von Haunold († 1734), Witwe des Herren von Briren. Seine Schwester Maria Charlotte († 1750) war die Ehefrau des Generals Adam Joachim von Podewils.

### Militärkarriere
Nachdem Krockow zu Hause unterrichtet wurde, ging er auf die Universität Halle. Er beendete sein Studium jedoch nicht, sondern bevorzugte eine Karriere beim Militär. Als Freiwilliger trat er in das Kürassierregiment „von Anhalt-Dessau“ der Preußischen Armee und avancierte bis 1738 zum Major. 1741 befand er sich im Lager in Genthin und später bei Gröningen. Am 18. November 1741 wurde er Oberstleutnant. 1743 ging er vorübergehend als Freiwilliger in die österreichische Armee, um gegen die Franzosen zu kämpfen. 1745 wurde er unter Leopold von Anhalt zum Oberst befördert. Im Oktober 1745 wurde er Kommandeur des Kürassierregiments „von Buddenbrock“ und erhielt die Amtsmannschaft von Giebichenstein und Moritzburg. Am 8. Dezember 1750 wurde er zum Generalmajor befördert und mit einem Teil des Rittergutes Mahlendorf in Schlesien beschenkt.
Im Siebenjährigen Krieg kam Krockow zur Armee unter Schwerin in Böhmen und bezog Winterquartier in Schlesien. Im März 1757 starb der Generalfeldmarschall Wilhelm Dietrich von Buddenbrock und Krockow bekam dessen Kürassierregiment. Er kämpfte am 6. Mai 1757 in der Schlacht bei Prag und am 18. Juni bei Kolin. Das Regiment kam zur Armee des Königs in die Lausitz, später rückte es erneut nach Schlesien ein, um mit dem Herzog von Bevern gegen die Österreicher zu kämpfen. Bei den Kämpfen wurde sein Pferd erschossen und ein Granatsplitter traf Krockow am Fuß, was ihm fortan stetige Schmerzen verursachen sollte.
Dennoch war er an der Spitze des Regiments, als es in der Schlacht bei Leuthen auf dem linken Flügel eingesetzt wurde. In der Schlacht bei Hochkirch kämpfte Krockow mit dem Kürassierregiment „Jung-Schönaich“ gegen die vordringenden Österreicher. Dort wurde er jedoch zu Beginn der Schlacht in die Schulter geschossen. Er ließ sich nicht verbinden und kämpfte, bis er vom Pferd fiel. Krockow blieb zunächst liegen, als ob er tot sei und wurde später von seinen Soldaten gefunden und zunächst nach Bautzen gebracht. Von dort kam er nach Schweidnitz. Seine Wunde entzündete sich und er starb dort am 25. Februar 1759.

### Familie
Krockow war seit 1730 mit Sophia Lukretia von Wulffen (* 1702; † 19. November 1758) aus dem Hause Neudorf in Halberstadt verheiratet. Aus dieser Ehe gingen nachstehende Kinder hervor:
- Kaspar Wilhelm (1731–1773), preußischer Offizier, Generaladjutant seines Vaters
- Heinrich Joachim Reinhold (1733–1796), preußischer Oberst, Kommandeur des Husarenregiment „von Zieten“ ⚭ Louise von Göppel (* 14. Februar 1749; † 5. Februar 1803). Deren Sohn Reinhold wurde wie seine Geschwister auf Kants Empfehlung hin in den Jahren 1791/93 von Fichte erzogen. Louise von Krockow heiratete verwitwet im Jahr 1797 Casimir Egbert Theodor von Brauneck (* 26. Januar 1776; † 15. Juli 1854)
- Johanna Charlotte († 1776) ⚭ 23. Mai 1760 Friedrich Siegmund von Grape (* 31. Oktober 1738; † 1806)
- ein Sohn, jung verstorben